# Rechenschaftsbericht
Rechenschaftsbericht ist ein regelmäßiger Bericht über einen festgelegten vergangenen Zeitraum (meist ein Kalender- oder Geschäftsjahr), den ein Wirtschaftssubjekt über seine Tätigkeit und insbesondere über bestimmte finanzielle und andere Vorgänge sowie die aktuelle Ertragslage gemäß rechtlicher Vorschriften Rechenschaft ablegen muss.
Zu den berichtspflichtigen Wirtschaftssubjekten gehören unter anderem Unternehmen gegenüber ihren Gesellschaftern, politische Parteien gegenüber der Öffentlichkeit, Vereine (Schatzmeister) gegenüber den Mitgliedern, Rektorate einer Hochschule gegenüber ihren Senaten oder eine sonstige Organisation gegenüber ihren Gläubigern. Der Rechenschaftsbericht dient dazu, nach Gesetz oder Satzung Rechenschaft über die vergangene Tätigkeit abzulegen.
Form und Inhalt der Rechenschaftsberichte sind in den entsprechenden Vorschriften geregelt. Daneben gibt es auch Rechenschaftsberichte, die ohne rechtliche Verpflichtung abgegeben werden, z. B. von Privatpersonen über ihr vergangenes Leben.

## Beispiele

### Kapitalanlagegesellschaften
Jede Kapitalanlagegesellschaft ist gesetzlich gemäß dem Kapitalanlagegesetzbuch (KAGB) dazu verpflichtet, einen Rechenschaftsbericht (Jahresbericht) über jeden der von ihr aufgelegten offenen Fonds einmal jährlich – und zwar spätestens vier Monate nach Abschluss des Geschäftsjahres des Fonds – zur Information ihrer Anleger zu veröffentlichen (§ 101 KAGB). In diesem Bericht sind u. a. eine Aufstellung des Sondervermögens, die Aufwands- und Ertragsrechnung, gegebenenfalls die Höhe einer Ausschüttung, sowie Informationen zum Verlauf der Geschäfte und der Fonds aufgeführt, jeweils mit Stand zu einem bestimmten Stichtag. Der aktuelle Rechenschaftsbericht muss zusammen mit dem Verkaufsprospekt und (wenn der Rechenschaftsbericht älter ist als acht Monate) dem Halbjahresbericht einem Fonds-Käufer zur Einsicht in geeigneter Weise angeboten werden.

### Politische Parteien (Deutschland)
Art. 21 Abs. 1 Grundgesetz besagt: „Die Parteien  ... müssen über die Herkunft und Verwendung ihrer Mittel sowie über ihr Vermögen öffentlich Rechenschaft geben.“
Hieraus resultieren die jährlich eingereichten Rechenschaftsberichte deutscher politischer Parteien, welche Aufschluss über deren Einnahmen und Ausgaben sowie über ihr Vermögen geben (§ 24 Parteiengesetz). Diese Berichte werden vom Bundestagspräsidenten geprüft und veröffentlicht.

## Folgen
Rechenschaftsberichte werden von den entsprechenden Kontrollgremien (Aufsichtsrat, Fachaufsicht, Rechtsaufsicht) geprüft und mit den gesetzlichen/satzungsmäßigen Normen verglichen. Wenn die Berichte diesen Normen entsprechen, kann Entlastung erteilt werden, ansonsten liegt eine Pflichtverletzung vor.